# شهوت
شهوت به معنای آرزو، میل، رغبت، اشتیاق، خواهش و شوق نَفْس در به دست آوردن لذت و سود است.

## واژه‌شناسی
ریشهٔ واژهٔ شهوت عربی (شَهْوَة) است که در زبان فارسی میانه به آن وَرَن گفته می‌شد.

## دیدگاه ادیان

### اسلام
در قرآن شهوت (خواستنی) و مشتقاتش شش بار دربارهٔ بهره‌گیری از نعمت‌های بهشتی در معنایی مثبت یا خنثی آمده، اما در هفت مورد زیر بار منفی داشته و نکوهش شده است:
- (آل عمران/۱۴)[۴]
- ‏نسبت دادن داشتن دختر به خداوند بر اساس شهوت کافران در خوارداشت فرزند دختر و گرامیداشت فرزند پسر (نحل/۵۷–۵۸)[۵]
- شهوت جنسی در همجنس‌بازی مردانهٔ قوم لوط (نمل/۵۵[۶] و اعراف/۸۱[۷])
- ‏ضایع کردن نماز با پیروی شهوت‌ها، بدون تعیین مصداق (مریم/۵۹)[۸]
- ‏تضاد پذیرش توبه با دنباله‌روی شهوات، بدون تعیین مصداق (نسا/۲۷)[۹]
- ‏جدایی میان کافران و شهوت‌هایشان در آخرت، بدون تعیین مصداق (سبا/۵۴)[۱۰]

محمدتقی مصباح یزدی در این باره می‌گوید:
 شهوت در لغت به معنای میل است و اشتها نیز از همین ماده است. این معنا فی حد نفسه نه بارِ منفی دارد و نه بارِ مثبت و ارزش یافتنِ آن بستگی دارد به اینکه در چه مقامی و با چه انگیزه‌ای تحقق پیدا کند… ولی در عرف غالباً شهوت در جایی گفته می‌شود که میل به اندامی از اندام‌های انسان - به‌خصوص شکمِ او - مربوط باشد. به همین جهت، میل به مناجات با خدا را شهوت نمی‌گویند… در قرآن کریم می‌فرماید… در دنیا برای مردم علاقه به شهواتی از قبیلِ زن، فرزند، طلا، نقره و غیره زینت داده شده است، ولی این طلاها، نقره‌ها، اسب‌های سواریِ زیبا و غیره ابزارهای زندگیِ دنیاست. سرانجامِ نیک و بازگشتگاهِ بهتر نزد خداست. انسان باید بفهمد که لذّت‌های دنیا زودگذر است؛ اگر انسان بدان دلبستگی پیدا کند او را از سعادت بازمی‌دارد.
در اسلام، اطفای شهوت جنسی فقط به صورت آمیزش با همسر آزاد یا ملک یمین، مشروع و بلکه ثواب است. آمیرش در مذهب تشیع در دو قالب ازدواج دائم و ازدواج موقت، و در مذهب اهل سنت فقط به شکل دائم می‌باشد.

### مسیحیت
شاخه کاتولیک شهوت را یکی از هفت گناه کبیره می‌داند.
شاخه پروتستان بر این باورند که همهٔ گناهان از جمله شهوت، تنها به دست خدا و با مرگ و رستاخیز عیسی مسیح می‌تواند بخشوده شوند.
کیفر زنا در عهد قدیم سنگسار بود. در عهد جدید، مسیح، نگاه شهوت‌آلود به زن متأهل را زنا می‌شمارد.

### یهودیت
بر پایهٔ سنت‌های یهودیت، هیچ چیزی بر روی زمین بیهوده آفریده نشده است. شهوت تنها هنگامی گناه‌آلود است که برای برده یا همسر فرد دیگری باشد. شهوت نه تنها گناه نیست، بلکه هنگامی که میان زن و شوهر باشد ثواب نیز دارد.

## تفاوت با عشق
شهوت ممکن است به‌طور مستقل از عشق رمانتیک برانگیخته شود. بدیهی است که شهوت می‌تواند همزمان با عشق هم وجود داشته باشد.

### نگرش به عشق
اغلب پژوهش‌ها حاکی از آن است که شهوتِ صِرف، کمتر به سمت عشق رمانتیک می‌انجامد. بنا به گفتهٔ هلن فیشر مداربندی مغز دربارهٔ شهوت لزوماً آتش عشق را روشن نمی‌کند. از طرف دیگر عشق رمانتیک، به‌ویژه پس از زادن فرزندان، می‌تواند به مرحله سومی پیشرفت کند: دلبستگی و تعلق. خصوصیتی که برای یک ازدواج پایدار لازم است. این دلبستگی عمیق‌تر که در عاشقان بالغ و دیرین شکوفا می‌شود، به‌طور شاخص پس از زایش فرزند به وجود می‌آید. با این حال نمونه‌های فراوانی وجود دارد که یک دلبستگی مادام‌العمر میان زوجی بدون فرزند به وجود آمده، درست همان‌طور که بسیاری از زوج‌های صاحب فرزند هیچ‌گاه به این مرحله دلبستگی عمیق مدام نمی‌رسند.

#### علت
اما تمام حوادث شیمیایی و عصبی برانگیزاننده عشق، یک پرسش از نوع اول مرغ بود یا تخم مرغ را به میان می‌آورد: آیا عاشق شدن علت این تغییرات شیمیایی در مغز است یا معلول آن؟
در مورد این پرسش، بازنمودی وجود دارد که نخستین بار کنراد لورنتس کردارشناس حیوانات، برنده جایزه نوبل به آن پرداخت. وی در اردک‌ها پدیده‌ای را مشاهده کرد که آن را نقش پذیری (به انگلیسی: imprinting) نام نهاد. لحظه‌ای بحرانی برای آشیانه‌سازی یک پرنده وجود دارد، هنگامی که مغز و دستگاه عصبی مرکزی جوجه اردک آماده ایجاد پیوند میان او و مادرش است. در غیاب پرنده مادر جوجه با نخستین حیوانی که دیدار می‌کند این پیوند را برقرار می‌کند. مکانیسم نقش‌پذیری برای بقا حیاتی است چرا که تصور بر این است که ارتباط با یک والد نگهبان، بقا را تضمین می‌کند.
جان بالبی روان‌شناس از ایده لورنتس بهره برد و نظریه دلبستگی (به انگلیسی: attachment Theory) را ارائه کرد. کودکی که نمی‌تواند با مادرش پیوند عاطفی برقرار کند، از بخت کمتری برای بقا برخوردار است. با توجه به شباهت میان یک کودک محروم از مادر و یک عاشق ناکام، دانشمندان این پدیده نقش‌پذیری را دربارهٔ عشق بزرگسالان هم مطرح کرده‌اند. عاشق مانند کودکی دلبسته به مادر، به چشمان معشوق خیره می‌شود و آه می‌کشد و اگر رابطه‌اش را با او از دست دهد مانند کودکی طردشده، می‌گرید و به افسردگی دچار می‌شود و حتی ممکن است به خود صدمه بزند.
در صورت موفقیت در پیوند آغازین میان عاشقان دلبستگی درازمدت در چشم‌انداز قرار می‌گیرد. چنین واقعه‌ای پس از آنکه عشق رمانتیک سیرش را طی کرد و اتحاد عاشق و معشوق فرزندانی را به بار آورد رخ می‌دهد. اما این مرحله جدید پیش‌بینی نشده و نامنتظر است چرا که به‌طور شاخص ۱۸ ماه تا ۳ سال پس از شروع عشق، آبشارهای فنتیل‌آمین، دوپامین و اکسی توسین در مغز فروکش می‌کنند و به قول دانشمندان علوم اعصاب ذخیره واسطه‌های عصبی تمام می‌شود.

## در شعر و ادب فارسی
گاه در شعر و ادب فارسی شهوت در برابر عشق آورده شده است.
برای نمونه:
| به شهوت قرب تن با تن ضرور است |  | میان عشق و شهوت راه دور است. |